# Mermessus taibo
Mermessus taibo là một loài nhện trong họ Linyphiidae.
Loài này thuộc chi Mermessus. Mermessus taibo được Ralph Vary Chamberlin & Wilton Ivie miêu tả năm 1933.